# George Voinovich
George Voinovich (Cleveland, 1936. július 15. – Cleveland, 2016. június 12.) az Amerikai Egyesült Államok szenátora (Ohio, 1999–2011).